# Excalibur (novela)
Excalibur es la tercera parte de una trilogía escrita por Bernard Cornwell llamada: Crónicas del señor de la guerra; un relato ficticio acerca de los sucesos ocurridos alrededor del mito del Rey Arturo en la tierra de Dumnonia.
Estos relatos son narrados a través del amigo de Arturo, Derfel Cadarn. Quien es el protagonista de esta obra y a través de él se habla de las grandes batallas y logros del mítico Arturo en su eterna rivalidad con los Sajones. En Excalibur, se encuentran cuatro capítulos: “Las hogueras de Mai Dun”, “Mynidd Baddon”, “La maldición de Nimue”, y “El último encantamiento”

## Las hogueras de Mai Dun.
Aquí se narra el momento en el cual Derfel se encuentra con Merlín y Nimue, ellos están preparando un hechizo para el regreso de los dioses a Dumnonia, ya que la guerra entre Lloegyr y Dumnonia es inevitable. Después de este encuentro, Derfel descubre que tanto Merlín como Nimue están reuniendo los trece tesoros de Britania, por lo que le solicitan que traiga la espada Excalibur de Arturo, ya que esta es uno de los trece tesoros. 
El día en el que se debe de realizar el conjuro, se reúnen en Mai Dun Arturo, Derfel y otros amigos de Arturo, esos discuten la posibilidad de ganar la Guerra ante los Sajones Aelle y Cerdíc. Al llegar la noche comienzan a encenderse las enormes hogueras dispuestas para invocar a los dioses con el objeto de arrasar a los enemigos, pero Derfel hace un terrible descubrimiento, Gwydre, hijo de Arturo no se encuentra con ellos sino con Merlín y Nimue a punto de ser sacrificado en el ritual (ya que éste exige el sacrificio de un rey, y aunque Merlín argumentaba que Arturo no era Rey en Dumnonia, Nimue insiste que si lo es)
Arturo y su compañía atraviesan las hogueras y se encuentran con que Gwydre, hijo de Arturo está a punto de ser sacrificado, pero es rescatado por Arturo; Nimue le exige a Derfel que mate a Arturo, ya que debido al juramento que tiene la debe obedecer, sin embargo el no obedece y finalmente Arturo le da un golpe a Nimue con el pomo de su espada en la cabeza, quedando ella inconsciente. Finalmente se retiran Merlín y Nimue habiendo fracasado en su intento por traer a los dioses.

## Mynidd Baddon
En este capítulo, Arturo le ordena a Derfel que vaya al encuentro con Ginebra, esposa de Arturo, quien se encuentra prisionera en Ynys Wydryn y custodiada por Morgana (hermana de Arturo, antiguamente bruja y profetisa de Merlín) debido a que engaño a Arturo con Lancelot. A pesar de que las órdenes de Arturo no fueron claras, Derfel sabe que se debe a la próxima invasión sajona y que unos de los primeros lugares que tomarán los enemigos será esa prisión.
Al momento de llegar Derfel con Ginebra decide llevarla a un lugar más seguro y se da cuenta de que Arturo aún la ama: odi et amo, excrucior. Sin embargo, en el camino se ven rodeados por los enemigos sajones que han decidido atacar más pronto de lo que tenían estimado los habitantes de Dumnonia, por lo cual Derfel y un pequeño ejército que incluye soldados de leva se ven obligados a refugiarse en Mynidd Baddon.
Esto crea una gran confusión, ya que se cree que en ese lugar se encuentra Arturo, por lo que el grueso del ejército sajón se concentra en ese lugar y lo sitian para atacar cuando sea adecuado. Derfel no desmiente esto y tienen una batalla la cual es ganada gracias al ingenio de Ginebra.
Sin embargo Derfel sabe que no tienen posibilidades, pero en ese momento llega Arturo y se disponen los planes para la batalla final. Y son ellos los que atacan al asentado ejército sajón logrando después de una enérgica y difícil batalla la victoria con ayuda de Merlín y el ejército de Gwent. Siendo una de las consecuencias del apoyo de este ejército la conversión al cristianismo de Arturo y Derfel.

## La maldición de Nimue
Después de la victoria llegan días tranquilos y felices para Arturo Y Derfel. Sin embargo, un día cae enferma Ceinwyn, esposa de Derfel. Esta enfermedad después de tiempo sólo se agrava y ni toma la vida de Ceinwyn ni se cura a pesar de los druidas que la atienden; los cuales concluyen que esto fue causado por una maldición.
La responsable de esto es Nimue, quien hace llamar a Derfel y este al llegar con ella se da cuenta de que ella ya cuenta con un ejército. El ejército de locos. Este se dispone a invocar a los dioses nuevamente, pero requerirá de la sangre del hijo de un rey, del hijo de Arturo.
Por esto Nimue le propone a Derfel que si él le entrega al hijo de Arturo, ella le quitará la maldición a Ceinwyn. Pero Derfel regresa y le cuenta lo sucedido a Arturo y le dice que no lo hará. Finalmente la hermana de Arturo que se ha convertido al cristianismo puede por fin acabar con la maldición de Ceinwyn.

## El último encantamiento
Aquí se relata la última batalla de Arturo. La batalla de Camlann.
Después de que se salvará Ceinwyn, Arturo quiere coronar a su hijo como Rey de Dumnonia, ya que se piensa que Mordred, el actual rey está en peligro de muerte si no es que muerto ya. Por esto reúnen un ejército dispuesto a tomar Dumnonia, pero deben entrar por el mar, por lo que se dirigen en embarcaciones pero son alcanzados por el ejército de locos de Nimue, quien mata a Merlín para conjurar un hechizo al espíritu del mar. 
Gracias a esto antes de llegar a las costas de nuevo un terrible maremoto azota a la tripulación y muchas barcas se hunden dejando muertes tras de si. La única barca que logra sobrevivir es la de Arturo. Pero él y Derfel se dan cuanta de que ya no tienen poder para tomar Dumnonia, además de que se revela que Mordred sigue vivo y las noticias de su muerte eran solo para probar a Arturo. 
Pero estando en la costa Derfel recuerda el último encantamiento que le reveló Merlín. Debían tomar una barca que los llevaría a su destino, el Avalón. Por esto, le pide al barquero que había indicado Merlín que se prepare a salir, sin embargo este les dice que tomará por lo meno un día en prepararse. En ese día llegan soldados fieles a Arturo, pero informan que Mordred se dirige a su encuentro junto con el ejército de Nimue. 
Al siguiente día llega el ejército de Mordred y tienen una batalla con los soldados fieles a Arturo. En esta batalla Arturo le quita la vida Mordred y finalmente logra escapar en la barca que lo llevará al último encantamiento, pero Derfel prefiere quedarse con los soldados heridos y soportar otra embestida del ejército rival.
Pero los rescata el ejército cristiano de Gwent. Y Derfel pasa sus últimos días en un convento junto con su esposa.
- Datos: Q3283408